# Zygmunt Wasilewski
Zygmunt Wasilewski (ur. 29 kwietnia 1865 we wsi Siekierno, zm. 25 października 1948 w Wiśle) – polski publicysta i polityk narodowo-demokratyczny. Senator III kadencji z ramienia Stronnictwa Narodowego.

## Życiorys
Był wnukiem Józefa Wasilewskiego, generała brygady. Ojciec – Aleksander (1825–1907) był nadleśniczym, matka – Maria Ledoux (1828–1905) wywodziła się z francuskiej rodziny, która przybyła do Polski w XVIII wieku. Miał dwie siostry: Stanisławę Aleksandrę i Jadwigę Marię (pozostałe czworo rodzeństwa zmarło w dzieciństwie). Rodzina do 1882 mieszkała w Siekiernie, następnie do 1907 w Suchedniowie. 
W 1884 ukończył gimnazjum w Kielcach (do którego uczęszczał wraz ze Stefanem Żeromskim). Studiował prawo na uniwersytetach w Warszawie, Kijowie i Sankt Petersburgu. Studia ukończył w 1889. Jego żoną została Wanda Karłowicz, córka Jana Aleksandra Karłowicza (etnologa i językoznawcy), siostra Mieczysława (kompozytor, dyrygent, taternik) i Janiny (nauczycielki). Jego synem był Tadeusz Adam Wasilewski (1897–1964).
Od początku związany z powstającą narodową demokracją – od 1887 członek „Zetu”, od 1889 Ligi Narodowej. W latach 1892–1894 wraz ze Stefanem Żeromskim opiekował się biblioteką w Muzeum Polskim w Rapperswilu.
W 1894 powrócił do Warszawy, gdzie do 1899 był redaktorem naczelnym tygodnika „Głos”. Następnie w 1901 przeniósł się do Lwowa, gdzie w latach 1902–1915 był redaktorem naczelnym pisma „Słowo Polskie”. Był członkiem jako hospitant Komitetu Narodowego Polskiego. W czerwcu 1915 wyjechał wraz z rodziną do Kijowa. Wezwany przez Dmowskiego przeniósł się do Petersburga, gdzie do końca 1917 redagował tygodnik społeczno-polityczny „Sprawa Polska”. W lipcu 1917 został członkiem Rady Polskiej Zjednoczenia Międzypartyjnego w Moskwie. Od początku 1918 do września tegoż roku, po przewrocie bolszewickim, redagował w Kijowie dziennik „Przegląd Polski”.
Po ponownym powrocie do Warszawy w listopadzie 1918 redaktor naczelny „Gazety Warszawskiej”, którą kierował do marca 1925, następnie od 1925 do 1939 redaktor naczelny „Myśli Narodowej”.
W latach 1930–1935 zasiadał w Senacie. Cały okres niemieckiej okupacji spędził w Warszawie, gdzie mieszkał przy ul. Mokotowskiej 11. Nie zdecydował się na opuszczenie ziem polskich mimo możliwości wyjazdu do Jugosławii. Podczas powstania warszawskiego jego mieszkanie zostało spalone. Po jego upadku opuścił miasto wraz z ludnością cywilną. Znajdował się pod opieką Polskiego Czerwonego Krzyża i po długim transporcie umieszczono go w Szpitalu św. Łazarza w Krakowie. Po wojnie osiadł w mieście. Od maja 1946 na stałe mieszkał w Wiśle. Zmarł tam 25 października 1948 i został pochowany na miejscowym cmentarzu parafialnym. Jego symboliczny grób znajduje się także na cmentarzu Powązkowskim w Warszawie (kwatera 37-2-19).